# 2018 في إيطاليا
فيما يلي قوائم الأحداث التي وقعت خلال عام 2018 في إيطاليا.

## أحداث
- 25 يناير – حادث قطار ميلان 2018
- 4 مارس – الانتخابات العامة الإيطالية 2018

## رياضة
- 11 فبراير – تروفيو لايقويليا 2018 الفائزون Matteo Busato [الإنجليزية]‏، مورينو موزر، باولو توتو.
- 3 مارس – ستراد بينك 2018 الفائزون رومان بارديه، فاوت فان آرت، تيسج بنوت.
- 3 مارس – ستراد بينك للنساء 2018 الفائزون إليسا ونغو بورغيني، أنا فان دير بريغين، كاتارزينا نيفيادوما.
- 4 مارس – جي بي إندوستريا وأرتيجياناتو 2018 الفائزون ماتج موهوريك، ماركو كانولا، دافيد باليريني.
- 17 مارس – ميلان-سان ريمو 2018 الفائزون فينتشينزو نيبالي، كاليب إيوان، ارنو ديمار.
- 18 مارس – تروفيو ألفريدو بيندا كومون دي سيتيجليو 2018 الفائزون ماريان فوس، كاتارزينا نيفيادوما، شانتال بلاك.

## أفلام
من الأفلام التي صدرت هذه السنة في إيطاليا:
- 1 يناير – نادني باسمك من إخراج لوكا غواداغنينو.
- 13 يناير – فولدمورت: أصول الوريث

## وفيات

### يناير
- 9 يناير – ماريو برنيولا (مواليد 1941) فيلسوف إيطالي.
- 31 يناير – أزيليو فيتشيني (مواليد 1933) لاعب ومدرب كرة قدم إيطالي.

### مارس
- 4 مارس – دافيدي أستوري (مواليد 1987) لاعب كرة قدم إيطالي.
- 18 مارس – ستيفانو بيليجريني (مواليد 1953) لاعب كرة قدم إيطالي.
- 24 مارس – ماركو سولفريني (مواليد 1958) لاعب كرة سلة إيطالي.

### أبريل
- 18 أبريل – برونو سامارتينو (مواليد 1935) مصارع محترف إيطالي.